# Eleocharis knutei
Eleocharis knutei là loài thực vật có hoa trong họ Cói. Loài này được Pabón & Zavaro mô tả khoa học đầu tiên năm 1995.